# Acesulfaam-K
Acesulfaam-K is een synthetische zoetstof met een 200 maal sterkere zoetkracht dan normale suiker. Het wordt in voedingsmiddelen aangeduid met E950. Acesulfaam wordt op de markt verkocht met onder andere de merknamen Sunett en Sweet One.

## Eigenschappen
Bij zeer hoge concentraties heeft acesulfaam een bittere smaak. In de praktijk, bij normaal gebruik, heeft de stof geen bijsmaak. De stof is in tegenstelling tot bijvoorbeeld aspartaam, stabiel bij hogere temperaturen. Daarnaast is acesulfaam bestand tegen zuren en basen.
Acesulfaam-K dat wordt opgenomen in het lichaam, blijft onveranderd, wordt niet gemetaboliseerd, en het levert dus geen energie. Alle geconsumeerde acesulfaam-K verlaat onveranderd in de urine het lichaam. Een Canadees onderzoek ging zelfs nog een stapje verder: door de hoeveelheid acesulfaam-K in een zwembad te meten kan men een inschatting maken over de hoeveelheid urine in het zwemwater.
Het is niet mogelijk acesulfaam-K door middel van gisting om te zetten in alcohol of koolzuur. In tegenstelling tot suiker kan het dus niet gebruikt worden voor het produceren van alcoholische dranken en bakken van brood of cake.

## Toxicologie en veiligheid
Hoewel de EU en de Food and Drug Administration (FDA) de stof goedgekeurd hebben voor menselijke consumptie, zijn er critici die waarschuwen voor mogelijk schadelijke effecten van deze kunstmatige zoetstof. Bij een studie met ratten werden geen kankerverwekkende eigenschappen gevonden. Bij een studie met P53 muizen is geconcludeerd dat deze stof wel carcinogeen is voor mannetjes, maar niet voor vrouwtjes. Wel had het effecten op de insuline-productie en op de cognitieve functies (hersenen). Er zijn nog niet voldoende studies om de veiligheid te bewijzen of te ontkrachten.